# Galt Black Hawks
Galt Black Hawks byl kanadský juniorský klub ledního hokeje, který sídlil v Galtu v provincii Ontario. Jednalo se o juniorský tým Chicaga Black Hawks. V letech 1949–1955 působil v juniorské soutěži Ontario Hockey Association (později Ontario Hockey League). Založen byl v roce 1949 po přejmenování týmu Galt Rockets na Black Hawks. Své domácí zápasy odehrával v hale Galt Arena Gardens s kapacitou 1 100 diváků.
Nejznámější hráči, kteří prošli týmem, byli např.: Murray Costello, Bobby Hull, Bronco Horvath, Hec Lalande nebo Floyd Smith.

## Přehled ligové účasti
Zdroj: 
- 1949–1955: Ontario Hockey Association